# Mitsubishi A7M
El Mitsubishi A7M Reppū (烈風, "Huracán") es un avión diseñado por la empresa japonesa Mitsubishi como el sucesor del Mitsubishi A6M Zero de la Armada Imperial Japonesa, cuyo desarrollo comenzó en 1942. Los objetivos a conseguir eran mejorar la velocidad, ascensión, picado y armamento del Zero, así como mejorar la maniobrabilidad. Como resultado la superficie alar y el tamaño general fueron incrementados significativamente, equiparándose al P-47 Thunderbolt .

## Diseño y desarrollo

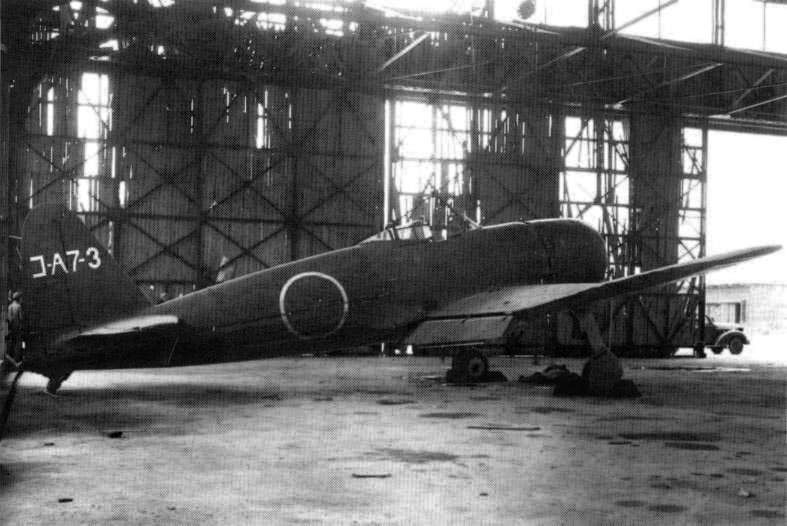
Un Mitsubishi A7M2 Reppū ("Strong Gale") en un hangar del Arsenal Naval y Aéreo de Yokosuka, después del fin de la Segunda Guerra Mundial, circa finales de 1945.

El diseño por parte de Mitsubishi de un caza embarcado para sustituir al Mitsubishi A6M Zero había sido ya previsto por la Marina Imperial japonesa en 1940, pero se vio frustrado por la atención puesta por la compañía en urgentes programas de desarrollo y producción en serie; entre otros los trabajos de Jirō Horikoshi en el Mitsubishi J2M Raiden, un interceptor basado en tierra construido para atacar a bombarderos de altura.
Sin embargo el número de bajas de Zeros debido a los F4U Corsair y F6F Hellcat devolvió la prioridad a este proyecto de la Armada.
No fue hasta 1942 que el diseño del M-50 Reppu (Huracán) comenzó, pero las continuas presiones soportadas por Mitsubishi respecto a desarrollos del A6M condujeron a que no fuese hasta el 6 de mayo de 1944 que el primer prototipo del nuevo modelo, conocido por la compañía como Mitsubishi A7M1, alzase el vuelo por primera vez.
Monoplano de ala baja cantilever con tren de aterrizaje retráctil del tipo de rueda de cola, el A7M1 mostró pronto buenas cualidades de vuelo; sin embargo debido a que aunque el equipo de desarrollo liderado por Jirō Horikoshi inicialmente pretendieron diseñar un nuevo motor, el Ha-43 para el fuselaje, tuvieron que conformarse con el Nakajima NK9K Homare 22. El resultante A7M1 probó el desajuste entre el motor y el fuselaje, acabando en una velocidad máxima un poco más alta que la del Zero, la cual quedaba por debajo de la requerida en la especificación oficial. 
Otras evaluaciones se abandonaron hasta que se dispuso del radial Mitsubishi MK9A de 2200 cv, que permitió la construcción de siete prototipos y aviones de servicio A7M2, de los que el primero voló el 13 de octubre de 1944. A todas luces, un potente caza capaz de enfrentarse a los aparatos aliados en igualdad de condiciones, el Reppu tenía una velocidad máxima de 630 km/h a cota óptima de vuelo, mientras que la ascensión y otros factores de rendimientos sobrepasaron al Zero, provocando que la Armada cambiase de idea y ordenara su puesta en producción bajo la designación oficial de Caza Embarcado de la Marina Modelo 22 Reppu. El A7M2 fue equipado también con flaps de combate automáticos, usados anteriormente en el Kawanishi N1K-J, aumentando significativamente la maniobrabilidad.
El código aliado para el A7M fue Sam. 8 prototipos fueron completados al final de la Segunda Guerra Mundial, pero nunca llegaron a ser vistos en combate.

## Variantes
A7M1Modelo inicial impulsado por un motor Nakajima NK9K Homare 22 de 1999 hp. Se construyó un prototipo. Armado con dos ametralladoras de 13,2 mm y 2 cañones de 20 mm en las alas.
A7M2Versión mejorada y propulsada por un motor Mitsubishi MK9A Ha-43 de 2200h hp. Se construyeron siete prototipos. Armados con 4 cañones de 20 mm en las alas.
A7M3Variante proyectada para ser impulsada por un motor sobralimentado Mitsubishi MK9C Ha-43 de 2250 hp. No se llegó a construir. Diseñado con 6 cañones de 20 mm en las alas.
A7M3-JVersión de caza. No llegó a construirse. Diseñado con 2 cañones de 30 mm de tiro oblicuo en el fuselaje y 4 cañones de 30 mm en las alas. Este aparato no era apto para ser embarcado.

## Especificaciones (A7M1)
Referencia datos: Japanese Aircraft of the Pacific War.

### Características generales
- Tripulación: 1 piloto
- Longitud: 10,99 m
- Envergadura: 14 m
- Altura: 4,28 m
- Superficie alar: 30,86 m²
- Peso vacío: 3.226 kg
- Peso cargado: 4.720 kg
- Planta motriz: 1× Mitsubishi Ha-43, radial de 18 cilindros.
  - Potencia: 1641 kW (2200 HP; 2231 CV)
- Hélices: 1× cuatripala por motor.

### Rendimiento
- Velocidad máxima operativa (Vno): 630 km/h (391 MPH; 340 kt) a 6.600 m
- Velocidad crucero (Vc): 417 km/h (259 MPH; 225 kt)
- Alcance: 2,5 h de crucero + 30 min de combate
- Techo de vuelo: 10 900 m (35 761 ft)
- Régimen de ascenso: 6000 m en 6 min 7 sec

### Armamento
- Ametralladoras: 2× Tipo 3 de 13,2 mm

- Cañones: 2× Tipo 99 de 20 mm

### Aeronaves similares
- Grumman F6F Hellcat
- Grumman F8F Bearcat
- Chance Vought F4U Corsair
- Republic P-47 Thunderbolt
- Hawker Sea Fury
- Nakajima Ki-84